# Cofactor

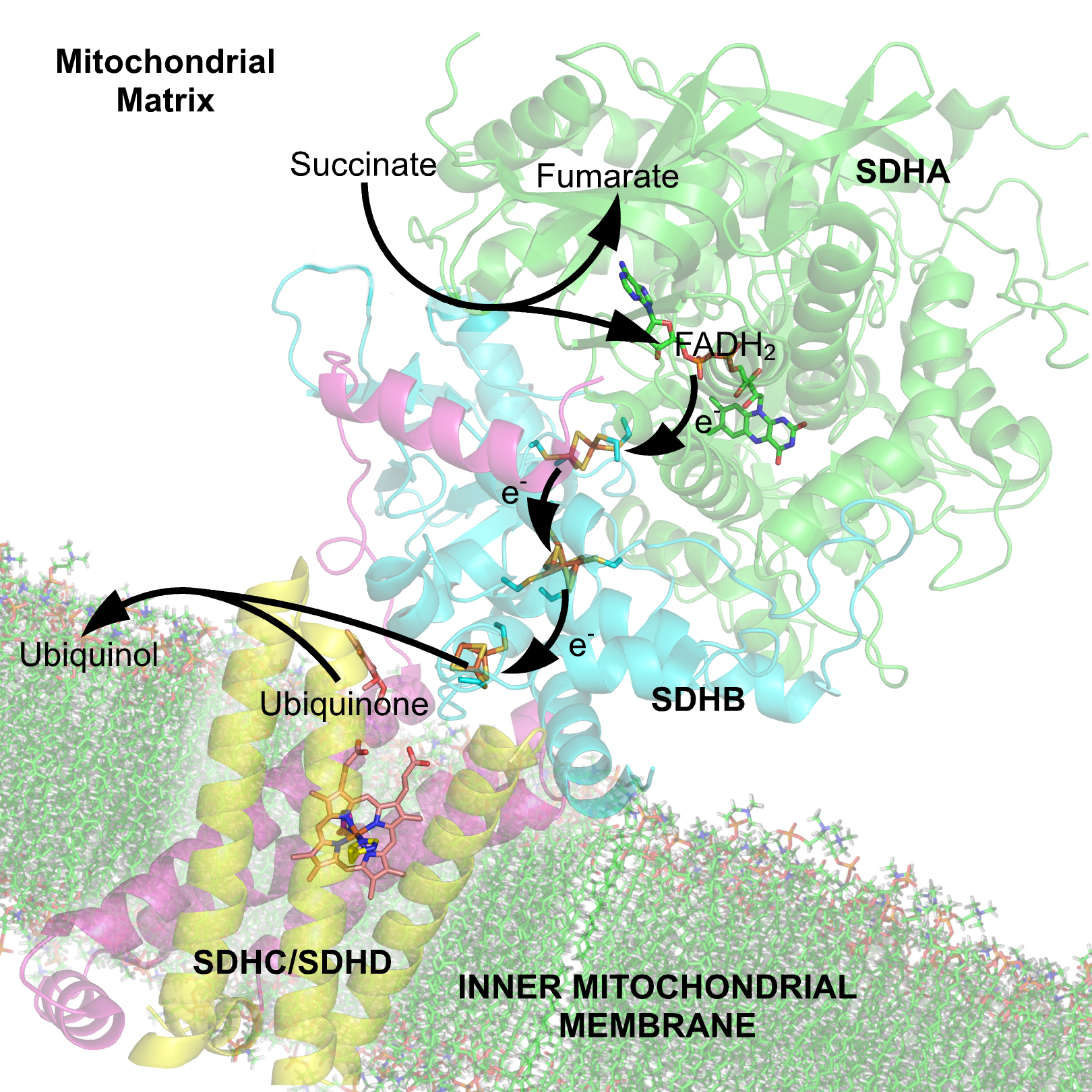
El complejo de la succinato deshidrogenasa muestra varios cofactores, como la flavina, centros de hierro-azufre y hemo.

Un cofactor es un compuesto químico no proteico (con excepciones como la colipasa, un compuesto proteico) o un ion metálico que se requiere para la actividad de una enzima como catalizador (un catalizador es una sustancia que aumenta la velocidad de una reacción química). Los cofactores pueden considerarse "moléculas auxiliares" que ayudan en las transformaciones bioquímicas . La velocidad a la que estos ocurren se caracterizan en un área de estudio llamada cinética enzimática . Los cofactores suelen diferir de los ligandos en que a menudo obtienen su función al permanecer unidos.
Los cofactores se pueden dividir en dos tipos: iones inorgánicos y moléculas orgánicas complejas llamadas coenzimas. Las coenzimas se derivan principalmente de vitaminas y otros nutrientes esenciales orgánicos en pequeñas cantidades.
Las coenzimas se dividen además en dos tipos. El primero se denomina "grupo prostético o protésico", que consiste en una coenzima que está unida de manera estrecha a una proteína.  El segundo tipo de coenzimas se denominan "cosustratos" y se unen transitoriamente a la proteína. Los cosustratos pueden liberarse de una proteína en algún momento y luego volver a unirse más tarde. Tanto los grupos protésicos como los cosustratos tienen la misma función, que es facilitar la reacción de enzimas y proteínas. Una enzima inactiva sin cofactor se llama apoenzima , mientras que la enzima completa con cofactor se llama holoenzima .
Algunas enzimas o complejos enzimáticos requieren varios cofactores. Por ejemplo, el complejo multienzimático piruvato deshidrogenasa [6] en la unión de la glucólisis y el ciclo del ácido cítrico requiere cinco cofactores orgánicos y un ion metálico: pirofosfato de tiamina débilmente unido (TPP), lipoamida unida covalentemente y dinucleótido de flavina adenina (FAD), cosustratos nicotinamida adenina dinucleótido (NAD + ) y coenzima A (CoA), y un ion metálico (Mg 2+ ). 
Los cofactores orgánicos son a menudo vitaminas o están hechos de vitaminas. Muchos contienen el nucleótido adenosina monofosfato (AMP) como parte de sus estructuras, como ATP , coenzima A , FAD y NAD + . Esta estructura común puede reflejar un origen evolutivo común como parte de las ribozimas en un mundo de ARN antiguo . Se ha sugerido que la parte AMP de la molécula puede considerarse una especie de "mango" mediante el cual la enzima puede "agarrar" la coenzima para cambiarla entre diferentes centros catalíticos.
Son componentes no proteicos, termoestables y de baja masa molecular, necesarios para la acción de una enzima. El cofactor se une a una estructura proteica, denominada apoenzima, y el complejo apoenzima-cofactor recibe el nombre de holoenzima.
Aquellos cofactores que están covalentemente unidos a la apoenzima se denominan grupos prostéticos, ya sean orgánicos (coenzimas) o inorgánicos.
Los cofactores son básicamente de dos tipos, iones metálicos y moléculas orgánicas, denominadas coenzimas.

## Cofactores metálicos
Entre los cofactores metálicos son cationes, como Fe2+, Zn2+, Cu2+, K+, Mn2+, Mg2+, entre otros.
Los iones metálicos puede actuar como:
- Centro catalítico primario.
- Grupo puente para reunir el sustrato y la enzima, formando un complejo de coordinación.
- Agente estabilizante de la conformación de la proteína enzimática en su forma catalíticamente activa.

Las enzimas que precisan de iones metálicos se llaman a veces metaloenzimas.

## Coenzimas
Las coenzimas, por lo general son vitaminas (vitaminas B, vitamina C, Vitamina D), por ejemplo, la deficiencia de las vitaminas dentro de un organismo, provoca la deficiencia en enzimas y por ende hay falta de reacciones indispensables.